# Un jour d'été (téléfilm, 2006)
Pour plus de détails, voir Fiche technique et Distribution.
Un jour d'été est un téléfilm français réalisé par Franck Guérin et diffusé en 2006.

## Synopsis
La mort accidentelle d’un adolescent lors d’un match de football bouleverse le quotidien d’une petite ville et en particulier celui de Sébastien, son meilleur ami, qui, entre incompréhension et rage, doit apprendre à faire le deuil.

## Fiche technique
- Musique originale : Sébastien Schuller
- Image : Mathieu Pansard
- Montage : Mike Fromentin
- Scénario : Agnès Feuvre et Franck Guérin
- Durée : 91 minutes
- Production : Ostinato Production

## Distribution
- Baptiste Bertin
- Catherine Mouchet
- Jean-François Stévenin
- Théo Frilet
- Élise Caron
- Philippe Fretun
- Yann Peira
- Thierry Godard

## Distinctions
- Meilleure première œuvre, 21e Festival international du film francophone de Namur
- Prix de la critique internationale (FIPRESCI), 55e Festival du film de Mannheim
- Meilleur film européen, 23e Festival du film d'Avignon
- Meilleure première œuvre des Lauriers de la Radio et de la Télévision au Sénat 2008